# Süpplingen
Süpplingen là một đô thị của huyện Helmstedt, bang Niedersachsen, Đức. Đô thị này có diện tích 10,35 km².